# Государственный поземельный налог (Российская империя)
Государственный поземельный налог — прямой налог Российской империи, которым с 1875 года облагались все удобные (пригодные для сельского хозяйства) и лесные земли, кроме государственных земель.

## Введение налога и история налога
До 1853 года поземельных налогов в Российской Империи не существовало, основным способом прямого обложения населения были различные подушные налоги.
В 1853 году был установлен государственный земский сбор, первоначально собиравшийся с ревизских душ и торгово-промышленных свидетельств. С 1870 года земским сбором были обложены также и удобные земли, на которые из 21 млн рублей налога, собранных в 1875 году, приходилось 7.5 млн рублей.
В 1875 году государственный земский сбор был преобразован в несколько налогов:
 — часть налога, которую уплачивали купцы, была переименована в добавочный казенный сбор со свидетельств 1-й и 2-й гильдии;
 — часть налога, которую уплачивали крестьяне с ревизских душ, была слита с подушной податью;
 — часть налога, которую уплачивали мещане с ревизских душ, была переименована в окладной сбор с мещан;
 — часть налога, уплачивавшаяся с десятины удобной земли, составила отдельный государственный поземельный налог.
Ставки налога пересматривались один раз в три года и постепенно увеличивались. В 1896 году, в ознаменование коронации Николая II, ставки были уменьшены в два раза на десять лет, после 1906 года ставки снова начали постепенно увеличиваться.

## Описание налога

#### Предмет обложения
Налогом облагались все земли, облагаемые земскими сборами (имеющие сельскохозяйственное применение («удобные») земли и лес), кроме государственных земель. Налог взимался по различным правилам для губерний, управляемых по «Общему учреждению губернскому», для трех (из девяти) областей Средней Азии (Сыр-Дарьинской, Ферганской, Самаркандской), для 14 регионов, составлявших Кавказский край.
Налог не собирался в Царстве Польском (вместо него там собирался особый дворский поземельный налог), в Области Войска Донского, в Сибири и в 6 областях Средней Азии.

#### Принципы обложения
Законом была установлена недифференцированная ставка налога за десятину удобной земли или леса; ставка различалась по губерниям и составляла от ¼ копейки в Архангельской губернии до 17 копеек в Курской губернии. Ставка налога пересматривалась раз в три года. Государство определяло общую сумму налога, приходящегося на каждую губернию, путём умножения общей площади облагаемых земель губернии на ставку налога. После этого сумма налога распределялась (раскладывалась) между уездами, а в пределах каждого уезда — между отдельными землевладельцами, пропорционально вмененной доходности земель, по той же методике определения доходности, которая применялась при взимании земских сборов. Таким образом, на установленный законом размер обложения для каждой губернии накладывался устанавливаемый местными земствами (а там, где их не было — местными властями) принцип определения вмененной доходности земель; в результате, каждый отдельный плательщик налога мог платить и выше, и ниже ставки, устанавливаемой законом для губернии в среднем, в зависимости от вмененной доходности его земель.
Существенное значение для сбора налога имели принципы оценки земель и их вмененной доходности. Первоначально оценкой занимались государственные Губернские и Уездные оценочные комиссии. Учитывая, что земские сборы значительно превышали государственный налог, оценочные работы в 1893 году были поручены земствам. С 1899 года государство субсидировало оценочные работы земств в размере 1 млн рублей в год.

#### Особенности налога в Закавказье
Налог в Закавказье собирался по тем же принципам, что и в остальной Европейской России, однако по другим губернским (областным) ставкам, утверждаемым особым законом раз в три года.

#### Особенности налога в Средней Азии
В Средней Азии облагаемые налогом земли разделялись на три категории: орошаемые, неорошаемые (богарные), неиспользуемые. Орошаемые земли облагались налогом в размере 10 % от их вмененной доходности; богарные — по фиксированной ставке от 25 коп. до 2 руб. за десятину в различных местностях, необрабатываемые — по фиксированной ставке от 2 до 70 коп. за десятину в различных местностях. Вакуфные (то есть составлявшие особые благотворительные фонды) земли были освобождены от обложения. Земли под посевами американского хлопчатника в виде льготы облагались по ставке для неорошаемых земель. Русские поселенцы уплачивали налог по временной льготной ставке 30 коп. с десятины.
Налог в Средней Азии не раскладывался между собственниками в пределах уезда, а налагался отдельно на каждого землевладельца, а для крестьян — на каждое сельское общество, исходя из установленной законом ставки, для орошаемых земель — исходя из вмененной доходности, индивидуально установленной для каждого владения или сельского общества. Внутри сельского общества налог распределялся сельским сходом по усмотрению его участников.

## Организация сбора налога
Особенностью государственного земского налога было то, что он собирался одинаковым образом (теми же самыми учреждениями, с того же имущества и по той же оценке), что и земские сборы и выкупные платежи.
В губерниях с земскими учреждениями раскладку по уездам производило Губернское земское собрание, а Уездные земские управы раскладывали сумму налога между землевладельцами. В губерниях Западного края с невыборными земствами, налог распределяли между уездами Казенные палаты, а внутри уездов — земства. В губерниях без земств налог раскладывался между уездами и отдельными налогоплательщиками соединенным присутствием Губернского распорядительного комитета и Губернского присутствия. В Остзейском крае администрирование налога было возложено на традиционные местные учреждения; в Курляндской губернии раскладку производил Губернский распорядительный комитет со специально приглашенными лицами, в Эстляндской губернии — Приходские комиссии, в Лифляндской губернии — Лифляндская и Эзельская Ландратские коллегии.
Общий контроль сбора налога во всех регионах производили Казенные палаты. Непосредственно сбором налога занимались податные инспектора при поддержке (в части сбора налогов с крестьян) земских участковых начальников.
В Средней Азии, где раскладка не производилась, сбором налога на уровне областей занимались Казенные палаты, на уровне уездов — Уездные поземельно-податные присутствия.
В Закавказье, Терской и Кубанской областях раскладку налога на уезды производили особые Губернские (Областные) по раскладке поземельных сборов присутствия, а внутри уездов — Уездные (Окружные) по раскладке поземельных сборов присутствия. В состав этих комиссий входили как коронные чиновники, так и представители налогоплательщиков.
Налог уплачивался два раза в год, причем первую половину следовало уплатить до 30 июня. Крестьяне были часто неспособны уплачивать налоги до продажи урожая, в связи с чем законные сроки уплаты налога ими практически не соблюдались.
С недоимок взыскивалась пеня в размере 1 % в месяц.
До 1903 года при сборе налога с крестьян существовала круговая порука — все члены сельского общества коллективно отвечали своим имуществом за налог, неуплаченный одним из его членов.

## Суммы сбора налога
При введении налога в 1875 году сбор составлял 7.5 млн рублей; к 1896 году достиг 17 млн рублей; после понижения ставок в ознаменование коронации Николая II составлял около 9 млн руб., к 1909 году вырос до 19.1 млн руб., после чего увеличивался незначительно.
Налог был существенно ниже, чем земский сбор, которым облагались те же земли по тем же принципам раскладки: по данным на 1909 год, государственный поземельный налог на крестьянские земли составлял в среднем 13 копеек с десятины, земские сборы — 60 копеек с десятины, мирские и страховые сборы — 40 копеек с десятины.
В 1909 году поступления от государственного поземельного налога составляли 9,7 % от суммы прямых налогов, 2,2 % от суммы прямых, косвенных налогов и пошлин, 0,7 % от всех доходов бюджета.